# 투씨
《투씨》(영어: Tootsie)는 미국에서 제작된 1982년 풍자 로맨틱 코미디 영화이다. 시드니 폴랙이 연출과 제작을 맡았고, 더스틴 호프먼 등이 출연하였다.

## 줄거리
마이클 도시(Michael Dorsey)는 존경받는 배우이지만, 완벽주의자이고 함께 일하기 어렵다는 이유로 뉴욕시에서 아무도 그를 고용하려 하지 않는다. 그는 식당에서 웨이터로 일하고 연기 수업을 가르치며 생활비를 번다.
연기 일자리를 구하지 못한 채 여러 달이 지난 후, 마이클은 친구이자 연기 학생인 샌디 레스터(Sandy Lester)로부터 인기 주간 연속극 사우스웨스트 제너럴(Southwest General)의 공석 소식을 듣는다. 샌디는 병원 관리자 에밀리 킴벌리(Emily Kimberly) 역의 오디션에 떨어졌다. 절박한 심정에, 그리고 에이전트와의 언쟁 끝에, 마이클은 "도로시 마이클스(Dorothy Michaels)"라는 여성으로 변장하고 사우스웨스트 제너럴 오디션을 직접 본 후 에밀리 킴벌리 역에 캐스팅된다. 마이클은 자신의 룸메이트 제프 슬레이터(Jeff Slater)의 연극 제작에 필요한 8,000달러를 마련하기 위해 이 일을 맡는데, 이 연극에는 자신과 샌디가 출연할 예정이다.
"도로시"로서 마이클은 에밀리 킴벌리를 그럴듯한 페미니스트로 연기하며, "도로시"가 대본에서 제시된 강인한 "글로리아 스타이넘 유형"과는 대조적으로 온순한 연기를 보여줄 것이라고 예상했던 다른 배우들과 스태프들을 놀라게 한다. 그의 캐릭터는 빠르게 전국적인 센세이션이 된다.
샌디가 도로시의 의상 아이디어를 얻기 위해 그녀의 옷을 입어보려다가 반쯤 벗은 마이클을 자신의 침실에서 발견하자, 마이클은 샌디와 잠자리를 갖고 싶다고 주장하며 상황을 무마시킨다. 샌디는 호의적이었고 그들은 함께 잠자리를 갖는다. 상황을 더욱 악화시키는 것은, 마이클이 공동 출연자 중 한 명인 줄리 니콜스(Julie Nichols)에게 끌린다는 점이다. 줄리는 이전 관계에서 딸을 둔 싱글맘이며, 쇼의 부도덕하고 성차별적인 감독 론 칼라일(Ron Carlisle)과 불건전한 관계를 맺고 있다.
파티에서 마이클(본인으로서)이 줄리에게 추파를 던지자, 줄리는 이전에 "도로시"에게 호의적이라고 말했던 추파였음에도 불구하고 그에게 술을 끼얹는다. 나중에 도로시로서 마이클이 조심스럽게 접근하자, 줄리(도로시의 조언에 따라 론과의 관계를 막 끝낸 상태)는 자신이 레즈비언이 아님을 분명히 밝힌다.
한편, 도로시는 나이 많은 공동 출연자 존 반 혼(John Van Horn)과 줄리의 미망인 아버지 레스(Les)라는 자신만의 팬들을 상대해야 한다. 레스는 결혼을 제안하며, 도로시에게 대답하기 전에 생각해 보라고 주장한다. 마이클이 집에 돌아오자 존이 도로시에게 거의 억지로 다가서는 것을 발견하지만 제프가 그들을 목격한다. 몇 분 후, 샌디가 도착하여 왜 자신의 전화를 받지 않았는지 묻는다. 마이클은 다른 여자와 사랑에 빠졌다고 인정하고, 샌디는 비명을 지르며 그와 헤어진다.
전환점은 도로시의 인기로 인해 쇼 제작진이 그녀의 계약을 1년 더 연장하고 싶어 할 때 찾아온다. 마이클은 기술적인 문제로 인해 출연진이 라이브로 공연하게 되자, 에밀리가 사실 그녀의 쌍둥이 오빠 에드워드이며 그녀의 복수를 위해 자리를 차지했다는 폭로를 즉흥적으로 하면서 자신을 벗어난다. 이로써 모두에게 탈출구가 생기지만, 줄리는 마이클의 속임수에 너무나 분노하여 카메라가 꺼지자마자 그의 배를 때리고 뛰쳐나간다.
몇 주 후, 마이클은 제프의 연극 제작을 추진하고 있다. 그는 레스에게 약혼 반지를 돌려주고, 레스는 "당신이 아직 살아있는 유일한 이유는 내가 당신에게 키스하지 않았기 때문이다"라고 말한다. 분노에도 불구하고 레스는 마이클이 도로시로서 좋은 동반자였다고 인정하고, 마이클은 그에게 맥주를 사준다.
마이클은 나중에 스튜디오 밖에서 줄리를 기다린다. 줄리는 그와 이야기하기를 꺼리지만, 마이클은 그녀에게 자신과 그녀의 아버지가 당구를 치며 즐거운 시간을 보냈다고 말한다. 그녀는 마침내 도로시가 그립다고 인정한다. 마이클은 도로시가 자신 안에 있고 자신도 그녀가 그립다고 말한다. 그는 "여자로 당신과 함께 있을 때가 남자로 여자와 함께 있을 때보다 더 나은 남자였다"고 말한다. 줄리는 그를 용서하고 그들은 대화를 나누며 함께 걸어간다.

## 출연진
- 더스틴 호프먼
- 제시카 랭
- 테리 가
- 대브니 콜먼
- 찰스 더닝
- 빌 머리
- 시드니 폴랙
- 조지 게인스
- 지나 데이비스
- 도리스 벨랙
- 엘런 폴리
- 린 시그펜
- 크리스틴 에버솔

## 기타 제작진
- 미술: 피터 라킨, 루스 몰리
- 배역: 린 스톨매스터

## 반응

### 흥행
미국 박스 오피스 개장 첫 주말 5,540,470 달러의 수익을 거둬들였다. 미국 내 최종 수익은 177,200,000 달러였으며 1982년에 영화 《E.T.》에 이어 두 번째로 높은 수익을 올린 영화가 되었다.

## 우리말 녹음
KBS 성우진 (1991년 5월 25일)